# Меддах

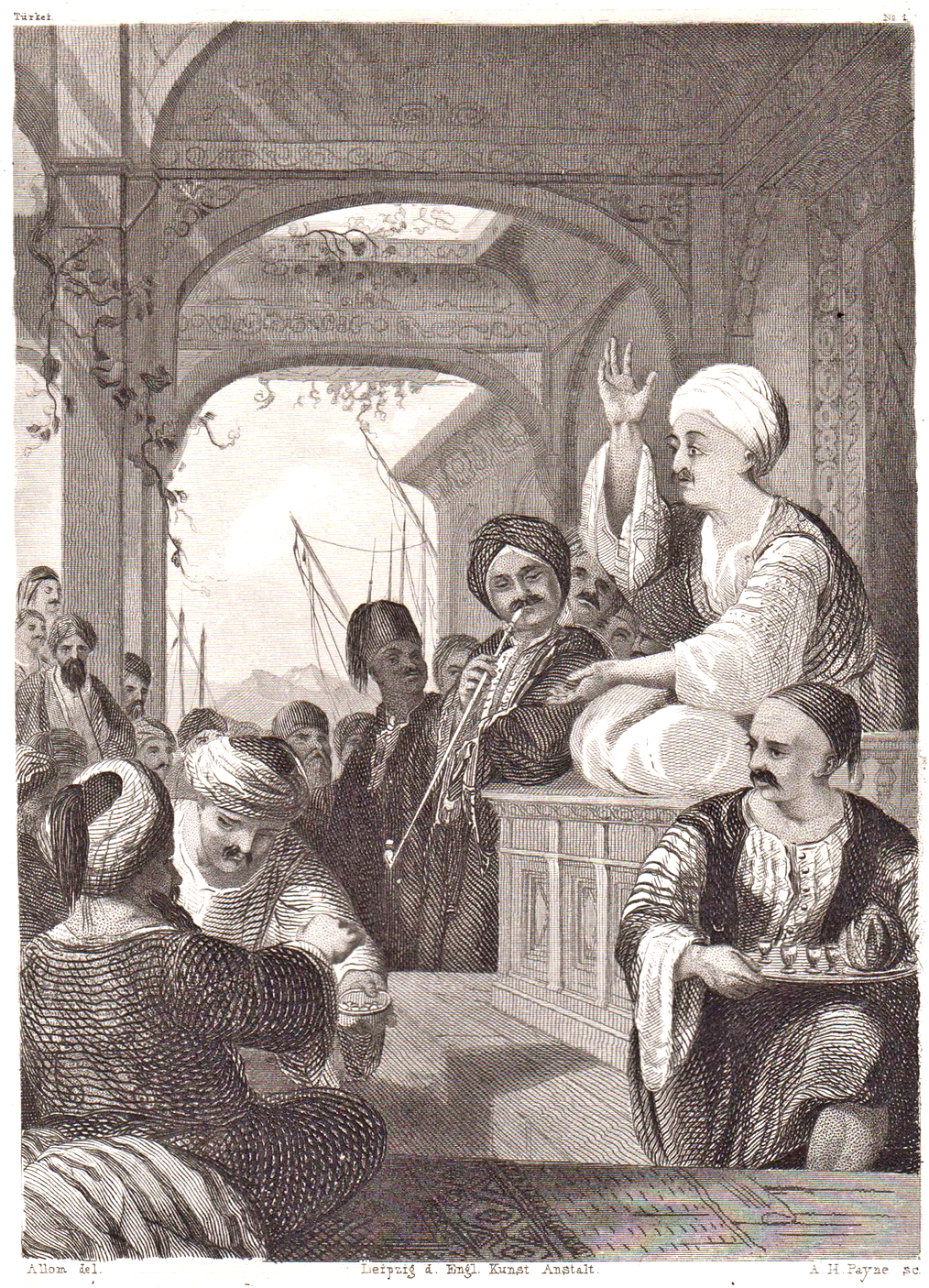
Меддах выступает в кофейне

Меддах (тур. Meddah) — традиционный турецкий рассказчик, выступавший перед небольшой группой зрителей, например, перед аудиторией кофейни. Эта форма представления была особенно популярна в Османской империи с XVI века. Спектакль был преимущественно посвящён одной теме, а меддах играл различных персонажей, и, как правило, привлекал внимание зрителей к моральному аспекту истории. Меддахи использовали реквизит, такой как зонт, платок или различные головные уборы, чтобы дать понять об изменении роли. Они умело манипулировали своим голосом, имитируя разные диалекты. Время представления не было ограничено; хороший меддах умел корректировать историю в зависимости от взаимодействия с аудиторией.

## Обзор
Меддахами были, как правило, бродячие артисты, чей путь лежал из одного крупного города в другой, например по городам Дороги специй. По преданию эта традиция восходит ко времени Гомера. Методы меддахов были схожими с методами древних странствующих рассказчиков «Илиады» и «Одиссеи». У меддахов же наиболее популярными историями были «Фархад и Ширин» и «Лейли и Маджнун». В репертуар меддахов также входили невыдуманные истории, изменённые в зависимости от аудитории, артиста или политической ситуации.
В Стамбуле меддахи были известны использованием музыкальных инструментов в своих выступлениях.
В 2008 году искусство меддахов был включён в список шедевров устного и нематериального культурного наследия человечества.

## История
Первоначально меддахи исполняли религиозные и героические сказания, имеющие свои корни в традициях турецкой устной литературы. Хотя она сильно зависела от традиций турецких кочевников и шаманов, приобретённых ещё в Средней Азии, но также находилась под влиянием арабских и персидских традиций XI-XIII веков. В результате получил развитие театр одного актёра. Эти артисты, исполнявшие преимущественно эпические сказания, были известны как кыссаханы. Их рассказы включали сильные исламские мотивы, которые были направлены на укрепление веры мусульман и попытки обратить в ислам немусульман. Такие кыссаханы существовали во времена Сельджуков и, как правило, специализировались на арабском и персидском эпосе: истории Али и Хамзы, сказках из «Тысячи и одной ночи». Их репертуар со временем расширялся, включая новые истории, такие как Баттал Гази.
Традиции кыссаханов были продолжены и в период Османской империи, о чём свидетельствует документация работы кыссахана по имени Мустафа во дворце султана Мехмеда II. В то же время все рассказчики стали называться меддахами, а и их истории становились всё более и более светскими. Они начали подражать животным и делать инсинуации, чтобы привлечь внимание аудитории. Возможно это произошло после того, как духовенство запретило любое упоминание святых в этих историях. Выступление меддаха стало представлять собой театральное действо на основе сатиры. Их темы включали в себя героические сказания, а также сюжеты из повседневной жизни, фельетоны, пародии на известных людей, издевательства над общественной нравственностью и критика чиновников, порой даже султана.
В XVI-XVIII веках меддахи усилили своё влияние в обществе. Они по-прежнему были популярны в начале XX века, но к середине столетия их традиции постепенно исчезали. Некоторые традиции меддахов переняли ашики.